# Crennes-sur-Fraubée
Crennes-sur-Fraubée és un municipi francès situat al departament de Mayenne i a la regió de País del Loira. L'any 2007 tenia 193 habitants.

## Demografia

### Població
El 2007 la població de fet de Crennes-sur-Fraubée era de 193 persones. Hi havia 74 famílies de les quals 14 eren unipersonals (7 homes vivint sols i 7 dones vivint soles), 34 parelles sense fills i 26 parelles amb fills.
La població ha evolucionat segons el següent gràfic:
Habitants censats

### Habitatges
El 2007 hi havia 97 habitatges, 78 eren l'habitatge principal de la família, 12 eren segones residències i 8 estaven desocupats. 96 eren cases i 1 era un apartament. Dels 78 habitatges principals, 70 estaven ocupats pels seus propietaris i 7 estaven llogats i ocupats pels llogaters; 5 tenien dues cambres, 7 en tenien tres, 17 en tenien quatre i 50 en tenien cinc o més. 67 habitatges disposaven pel capbaix d'una plaça de pàrquing. A 28 habitatges hi havia un automòbil i a 48 n'hi havia dos o més.

### Piràmide de població
La piràmide de població per edats i sexe el 2009 era:
| Homes | Edats   | Dones |
| ----- | ------- | ----- |
| 0     | 95 o +  | 0     |
| 0     | 90 a 94 | 0     |
| 0     | 85 a 89 | 4     |
| 0     | 80 a 84 | 0     |
| 4     | 75 a 79 | 4     |
| 0     | 70 a 74 | 12    |
| 8     | 65 a 69 | 0     |
| 4     | 60 a 64 | 4     |
| 4     | 55 a 59 | 4     |
| 8     | 50 a 54 | 12    |
| 4     | 45 a 49 | 0     |
| 12    | 40 a 44 | 12    |
| 8     | 35 a 39 | 8     |
| 4     | 30 a 34 | 4     |
| 8     | 25 a 29 | 4     |
| 8     | 20 a 24 | 0     |
| 20    | 15 a 19 | 0     |
| 12    | 10 a 14 | 12    |
| 12    | 5 a 9   | 0     |
| 4     | 0 a 4   | 0     |

## Economia
El 2007 la població en edat de treballar era de 115 persones, 84 eren actives i 31 eren inactives. De les 84 persones actives 81 estaven ocupades (42 homes i 39 dones) i 3 estaven aturades (2 homes i 1 dona). De les 31 persones inactives 20 estaven jubilades, 4 estaven estudiant i 7 estaven classificades com a «altres inactius».

### Ingressos
El 2009 a Crennes-sur-Fraubée hi havia 81 unitats fiscals que integraven 222 persones, la mediana anual d'ingressos fiscals per persona era de 17.554 €.

### Activitats econòmiques
Dels 6 establiments que hi havia el 2007, 2 eren d'empreses extractives, 1 d'una empresa de fabricació d'altres productes industrials, 2 d'empreses de construcció i 1 d'una empresa de serveis.
Dels 2 establiments de servei als particulars que hi havia el 2009, 1 era una fusteria i 1 electricista.
L'any 2000 a Crennes-sur-Fraubée hi havia 11 explotacions agrícoles que ocupaven un total de 305 hectàrees.

## Poblacions més properes
El següent diagrama mostra les poblacions més properes.